# Хьон Йон Мін
Хьон Йон Мін (кор. 현영민, нар. 25 грудня 1979, Куре, Південна Корея) — південнокорейський футболіст, захисник. Виступав за національну збірну Південної Кореї.

## Клубна кар'єра
Народився 25 грудня 1979 року в місті Куре.
У дорослому футболі дебютував 2002 року виступами за команду клубу «Ульсан Хьонде», в якій провів три сезони, взявши участь у 96 матчах чемпіонату. Більшість часу, проведеного у складі «Ульсан Хьонде», був основним гравцем захисту команди.
Своєю грою за цю команду привернув увагу представників тренерського штабу клубу «Зеніт», до складу якого приєднався 2006 року. Відіграв за санкт-петербурзьку команду 10 матчів.
2007 року повернувся до клубу «Ульсан Хьонде». Цього разу провів у складі його команди два сезони. Граючи у складі «Ульсан Хьонде» також здебільшого виходив на поле в основному складі команди.
З 2010 року три сезони захищав кольори команди клубу «Сеул».
2013 року приєднався до складу команди клубу «Ільва Чунма». Тренерським штабом нового клубу також розглядався як гравець «основи».
З 2014 по 2017 рік виступав за «Чоннам Дрегонс».

## Виступи за збірні
2002 року залучався до складу молодіжної збірної Південної Кореї. На молодіжному рівні зіграв у 3 офіційних матчах.
2001 року дебютував в офіційних матчах у складі національної збірної Південної Кореї. Протягом кар'єри у національній команді, яка тривала 6 років, провів у формі головної команди країни 15 матчів.
У складі збірної був учасником розіграшу Золотого кубка КОНКАКАФ 2002 року у США, чемпіонату світу 2002 року в Японії і Південній Кореї, кубка Азії з футболу 2004 року у Китаї.

## Титули і досягнення
Південна Корея
- Бронзовий призер Азійських ігор: 2002
- Переможець Кубка Східної Азії: 2003

«Ульсан Хьонде»
- Чемпіон Південної Кореї : 2005
- Володар Кубка південно-корейської ліги: 2007

Сеул
- Чемпіон Південної Кореї : 2010
- Володар Кубка південно-корейської ліги: 2010

| Дата       | Місто      | Господарі      | Результат | Гості             | Турнір                            | Голи | Примітки |
| ---------- | ---------- | -------------- | --------- | ----------------- | --------------------------------- | ---- | -------- |
| 8-11-2001  | Чонджу     | Південна Корея | 0 – 1     | Сенегал           | товариський матч                  | -    | 75'      |
| 10-11-2001 | Сеул       | Південна Корея | 2 – 0     | Хорватія          | товариський матч                  | -    | 90'      |
| 19-1-2002  | Пасадена   | США            | 2 – 1     | Південна Корея    | Кубок КОНКАКАФ 2002 - 1-й етап    | -    | 71'      |
| 23-1-2002  | Пасадена   | Південна Корея | 0 – 0     | Куба              | Кубок КОНКАКАФ 2002 - 1-й етап    | -    |          |
| 13-2-2002  | Монтевідео | Уругвай        | 2 – 1     | Південна Корея    | товариський матч                  | -    | 77'      |
| 13-3-2002  | Туніс      | Туніс          | 0 – 0     | Південна Корея    | товариський матч                  | -    | 67'      |
| 20-4-2002  | Тегу       | Південна Корея | 2 – 0     | Коста-Рика        | товариський матч                  | -    | 66' 74'  |
| 20-11-2002 | Сеул       | Південна Корея | 2 – 3     | Бразилія          | товариський матч                  | -    | 85'      |
| 29-9-2003  | Інчхон     | Південна Корея | 16 – 0    | Непал             | Відбір до Кубка Азії 2004         | -    |          |
| 19-10-2003 | Маскат     | В'єтнам        | 1 – 0     | Південна Корея    | Відбір до Кубка Азії 2004         | -    |          |
| 10-12-2003 | Йокогама   | Японія         | 0 – 0     | Південна Корея    | Кубок Східної Азії з футболу 2003 | -    | 67'      |
| 10-7-2004  | Кванджу    | Південна Корея | 2 – 0     | Бахрейн           | товариський матч                  | -    | 41'      |
| 14-7-2004  | Сеул       | Південна Корея | 1 – 1     | Тринідад і Тобаго | товариський матч                  | -    |          |
| 19-7-2004  | Цзінань    | Південна Корея | 0 – 0     | Йорданія          | Кубок Азії 2004 - 1-й етап        | -    | 60'      |
| Усього     |            | Матчів         | 15        |                   | Голів                             | 0    |          |